# Cryptantha rugulosa
Cryptantha rugulosa là loài thực vật có hoa trong họ Mồ hôi. Loài này được (Payson) Payson mô tả khoa học đầu tiên năm 1927.